# Harold Watkinson, 1. Viscount Watkinson
Harold Arthur Watkinson, 1. Viscount Watkinson PC CH (* 25. Januar 1910; † 19. Dezember 1995) war ein britischer Politiker der Conservative Party.

## Leben
Nach dem Besuch des Queen’s College Taunton absolvierte Harold Watkinson ein Studium in den Fächern Maschinenbau und Ingenieurwissenschaften am King’s College London. Danach war er als Ingenieur tätig und leitete als Direktor eine Werkzeugmaschinenfabrik. Während des Zweiten Weltkrieges diente er zwischen 1939 und 1945 in der Naval Reserve, wurde dort zuletzt zum Lieutenant Commander befördert und war in diesem Rang Dozent an einer Marineflugabwehrschule.
Er wurde bei den Unterhauswahlen vom 23. Februar 1950 erstmals als Abgeordneter in das House of Commons gewählt und vertrat in diesem bis zum 26. Juni 1964 den Wahlkreis Woking. Nach dem Wahlsieg der Conservative Party bei den Unterhauswahlen am 25. Oktober 1951 wurde er in der Regierung von Premierminister Winston Churchill zuerst Parlamentarischer Privatsekretär im Ministerium für Transport und Zivilluftfahrt und dann von 1952 bis 1955 Parlamentarischer Staatssekretär im Ministerium für Arbeit und Nationalen Dienst.
Während der darauf folgenden Regierungen der Premierminister Anthony Eden und Harold Macmillan war er von Dezember 1955 bis Oktober 1959 Minister für Transport und Zivilluftfahrt, ehe er zuletzt zwischen Oktober 1959 und Juli 1962 Verteidigungsminister in der Regierung Macmillan war.
Nach seinem Ausscheiden aus dem Unterhaus wurde er 1964 als Viscount Watkinson, of Woking in the County of Surrey, in den erblichen Adelsstand erhoben und gehörte damit bis zu seinem Tod dem House of Lords an. Darüber hinaus nahm er einige Positionen in der Privatwirtschaft an und war unter anderem erst von 1963 bis 1969 Geschäftsführender Direktor und von 1969 bis 1974 Vorstandsvorsitzender von Cadbury Schweppes, Ltd. sowie zwischen 1976 und 1977 Präsident des britischen Industrieverbandes Confederation of British Industry (CBI). Bei seinem Tod erlosch sein Adelstitel, da er lediglich zwei Töchter hatte.